# 1028

## Evenimente
- Prima mențiune documentară a zonei Aradului.

## Nașteri
- William I (William de Normandia), rege al Angliei (1066-1087), (d. 1087)

## Decese
- 15 noiembrie: Constantin al VIII-lea Porfirogenetul  (n. 960)
- 7 august: Alfonso al V-lea de Leon  (n. 994)
- 10 aprilie: Fulbert de Chartres  (n. 960)
- dată necunoscută: Eftimie Ivirul  (n. 955)
- dată necunoscută: Sergiu al II-lea de Amalfi  (n. ?)